# Radjin de Haan
Radjin de Haan (12 augustus 1969) is een voormalige Nederlandse voetballer van Surinaamse afkomst. In zijn profcarrière kwam de Haan uit voor Telstar en Eindhoven. Verder speelde hij bij de amateurs nog voor RCH, FC Lisse, Holland in Utrecht en Koninklijke HFC in Haarlem, waar hij na zijn actieve loopbaan ook twee jaar trainer was.

## Spelerscarrière
De Haan maakte in 1989, als jongste lid (19), deel uit van het Kleurrijk Elftal dat verongelukte in de SLM-ramp bij Zanderij in Suriname. Hij werd op de ochtend van 7 juni 1989 wakker tussen de lijken in de jungle nabij Zanderij en heeft zichzelf, met een klein kind op de arm, uiteindelijk in veiligheid weten te brengen. De Haan was de enige van de 17 Kleurrijke spelers aan boord van lijn PY 764 die uiteindelijk weer op de voetbalvelden terug zou keren. 
Zeven maanden na de ramp, maakte hij zijn rentree in de derby tegen AZ. Zijn oude niveau heeft hij echter nooit meer weten te halen.

## Trainerscarrière
Na zijn succes bij amateurvereniging VV Young Boys waarmee hij in de seizoenen 2004/05, 2005/06, 2006/07 en 2007/08 kampioen werd, vertrok hij naar FC Castricum, waar hij de vertrokken Mark Kranendonk opvolgde. Onder zijn leiding promoveerde de club naar de Eerste Klasse Zaterdag, door op 5 mei met 1-3 te winnen van Zandvoort. In mei 2007 werd hij door het Haarlems Dagblad verkozen tot trainer van het jaar 2006/07 en in 2008 idem van het jaar 2007/08. 
De Haan besloot zijn contract bij FC Castricum niet te verlengen. Vanaf de zomer van 2012 ging hij naar Al Ahly Tripoli in Libië. Hij hield zich voornamelijk bezig met de jeugd en coachte en trainde het elftal onder 17 jaar. Wegens de veranderde veiligheidssituatie in het land, hield De Haan het na één seizoen voor gezien. 
Drie competitiewedstrijden voor de winterstop, in het seizoen 2014/15, stapte De Haan in bij Alcmaria Victrix. Het eerste elftal van deze club uit Alkmaar speelt in de Vierde Klasse Zondag. Hij tekent tot in ieder geval het einde van het seizoen. Vlak voor het einde van het seizoen 2014/15 volgde De Haan wederom Mark Kranendonk op, ditmaal bij het noodlijdende Amstelveen Heemraad, waar hij het elftal voor degradatie moest behoeden. Heemraad degradeerde via de nacompetitie. In eerste instantie zou De Haan pas in het seizoen 2015/16 aan het roer staan bij Amstelveen Heemraad. De Haan is vlak na de start van seizoen 2015/16 vertrokken uit Alkmaar, na overleg met het bestuur van Alcmaria Victrix omdat de visies op korte en lange termijn verschilden.   
In 2023 heeft hij het eerste elftal van Geel-Wit’20 uit Haarlem onder zijn hoede.     
De Haan werd in 2023 vervolgd voor handel en bezit van harddrugs en hij werd veroordeeld tot een gevangenisstraf van vijf jaar.